# Äppelträd
Den här artikeln handlar om vanliga, odlade äppelträd. För frukten, se äpple. För andra typer av äppelträd, se aplar.
Äppelträd, trädgårdsapel eller äppleträd (Malus domestica) är en domesticerad art i familjen rosväxter och är ett av de mest odlade fruktträden. Arten ingår i Apelsläktet och familjen rosväxter. Inga underarter finns listade i Catalogue of Life.
Tidigare ansågs arten vildapel (M. sylvestris) ha spelat stor roll i utvecklingen av det odlade äppelträdet, men numera anses en annan art, M. sieversii från Centralasien ha spelat större roll.
Äppelträd framställes vanligtvis genom ympning på en grundstam eller kärnstam. En annan ovanlig metod är att gräva ner kronan från ett ungt träd (gärna odlat i sned kordong), varvid rötter kommer ut från grenarna, som kan planteras. Denna metod fungerar bra på exempelvis James Grieve, Oranie, Gyllenkroks astrakan och Filippa.

## Trädet

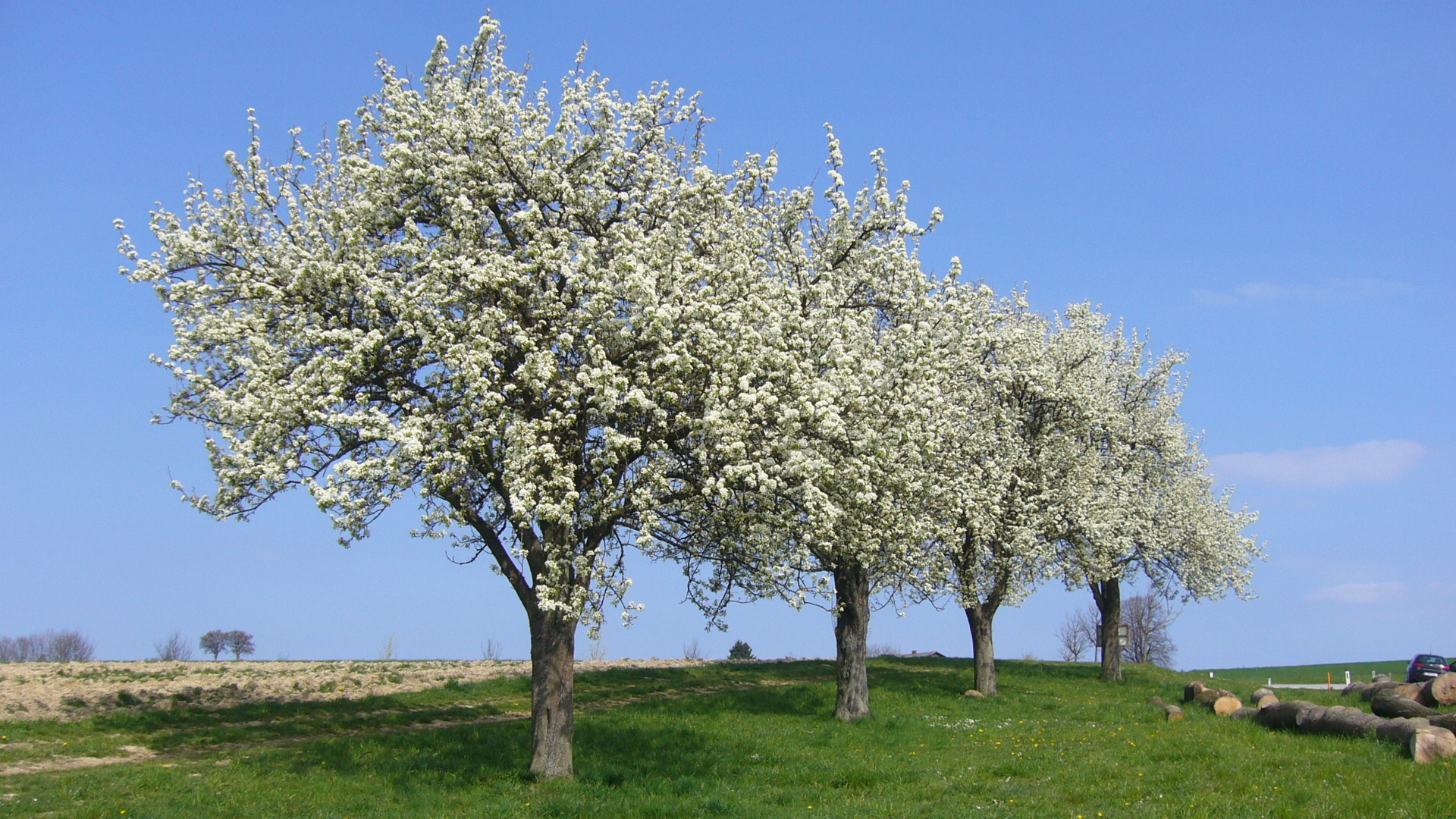
Blommande äppelträd.

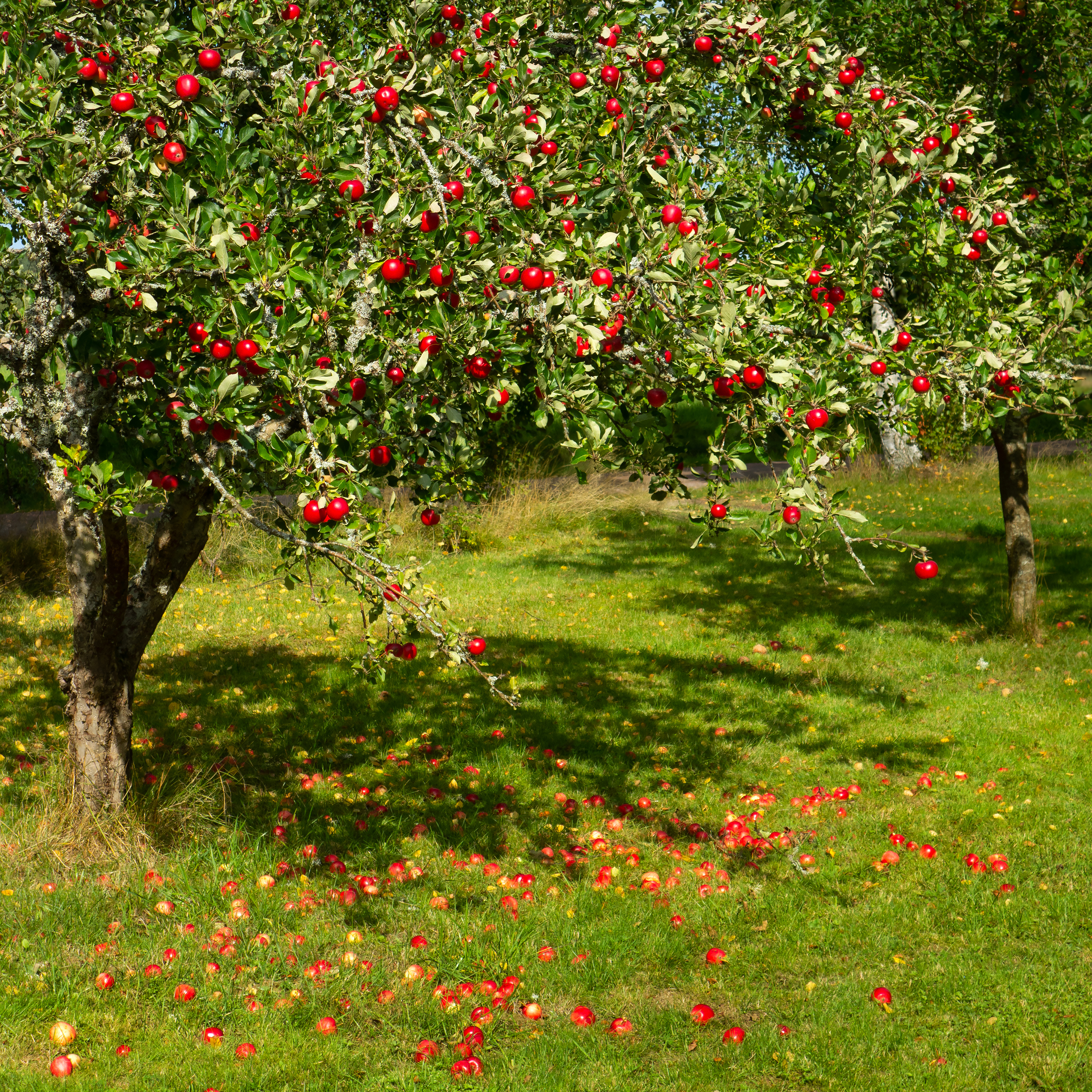
Äpplen på ett äppelträd samt fallfrukt.

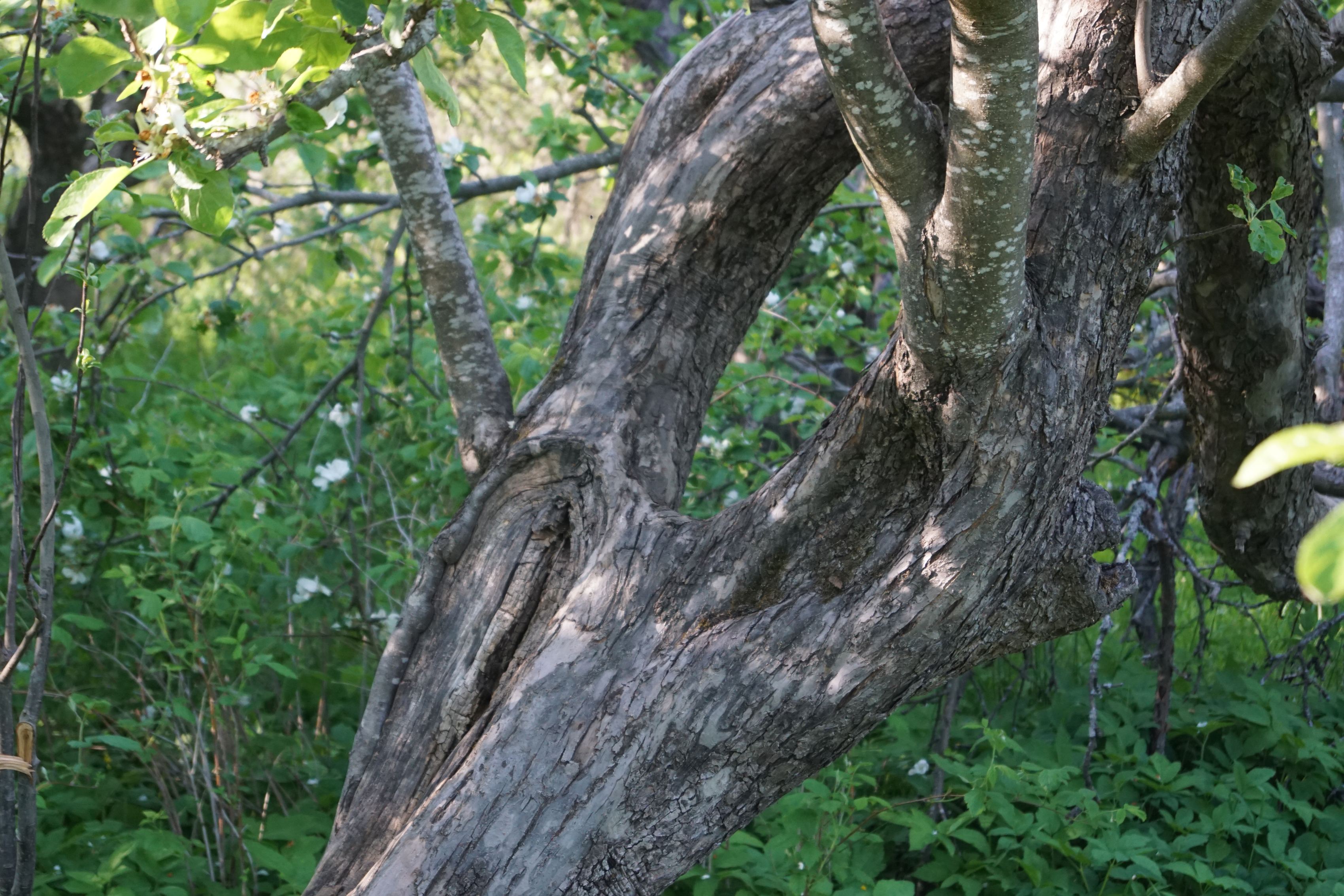
Stammen på ett åldrat äppelträd.

Trädet, ibland kallat apel, är relativt litet, cirka 5–12 meter högt, med en rikt förgrenad krona. Som exempel kan nämnas att ett 21-årigt träd av sorten Maglemer på vildstam hade en höjd på 5 meter och en bredd på 6 meter. Trädets storlek varierar på grund av både grundstammen och äppel sorten. Triploida träd blir oftast stora, exempel Bramley 11 meter i diameter och Gravensteinerträd på vildstam kan få en diameter av 16 meter. Cox Orange, Discovery och Bramley på grundstam MM106 får efter 5-10 år en höjd av 3-4 meter. Äppleträd översållas i april–juni av blommor. Blomknopparna är rosa. Blommorna är på de flesta sorter vita med svaga inslag av rosa.  Blomningstiden beror på temperaturen under våren, samt sorten. Blommorna pollineras vanligtvis av bin. Äppelträdets blomhylle, särskilt kronan, har samma form som hos vilda, enkla rosor, det vill säga 5 fria, likformiga, oskaftade kronblad av omvänt äggrund form. Frost under blomningen kan ge upphov till "slips" hos äpplena.  I kommersiella äppelodlingar användes idag träd med små kronor, som är tätt planterade för att plockningen skall kunna ske utan stege. Olika sorter blir olika gamla. Gravensteiner och Maglemer är sorter som blir ovanligt gamla.
Det går att återskapa en gammaldags trädgård med mycket stora träd genom att ympa på vildstam. Träd ympade på vildstam uppnår hög ålder. Äppelträd har delats ut gratis av Riksförbundet Svensk trädgård år 1853-1910 samt av Hushållningssällskapen i Halland och Östergötland.

## Arter i Norden
I Sverige finns två äppelarter som räknas till vår vilda flora: vildapel (Malus silvestris) och apel eller äpple (Malus domestica). Apeln härstammar ursprungligen från Malus sieversii som ännu växer vild i Centralasiens bergstrakter. När och hur apeln kom till Sverige vet vi inte, kanske via människor som kom invandrande.
Förr fick äppelsorterna ofta namn efter yttre och inre egenskaper som kantäpple, oljeäpple (har fet yta), glasäpple, druväpple och järnäpple.
Den vilda apeln förekommer i Norden ganska allmänt i lövdungar och hagar inom södra och mellersta Sverige och Norge (upp till Gästrikland och Trondheimsfjorden) samt sydvästliga Finland. Den finns också på skogskullar över hela Europa och Nordasien. Man kan urskilja varieteter med kala och med gråludna blad och fruktämnen.

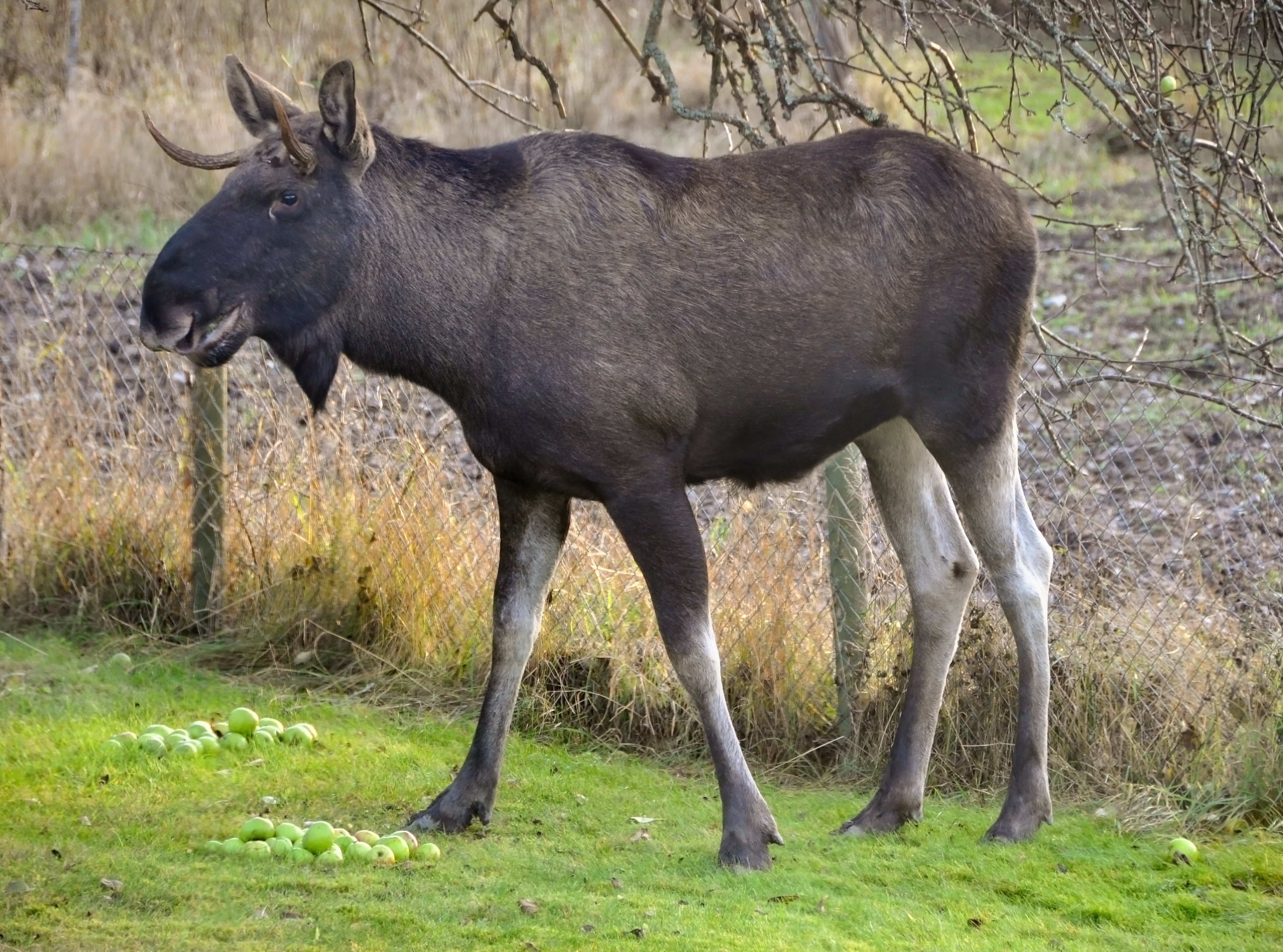
Ung älgtjur som äter äpplen på en tomt i Kårboda på Ljusterö, Stockholms län, november 2013.

Äppelträden är tydliga exempel på den stora förändring och rika formväxling som domesticering (odling) kan medföra hos en växtart. De vilda formerna är ofta höga träd (upp till 10 m) med en del kvistar utbildade till kraftiga tornar. Vildaplarna utgör därför ofta en stor del av de törnsnår, som frodas på torra ställen i lundar och skogsbryn, fredade som de genom sin beväpning är mot människans och de större djurens angrepp. Även vildäpplena blir därigenom svåra att komma åt, så länge de sitter kvar på trädet. De vilda frukterna är även som mogna för kärva och beska för att människor ska vilja äta dem. Men det finns några allätande djur som äter de frukter som fallit till marken, till exempel älg, vildsvin, grävling och kråka. Jämför dessa vilda äppelträd med de låga, yvigt greniga äppelträden i en fruktträdgård och deras saftiga äpplen med sin friska syra och behagliga doft. I Sverige och Finland skördas mogna trädgårdsäpplen ända upp till 63° nordlig bredd (ungefär vid Sundsvall och Kuopio) och i Norge ännu nordligare. Redan i förhistorisk tid fanns både vilda och odlade äppelträd i Europa. Man har upptäckt att pålbyggnadsfolken vid södra och mellersta Europas sjöar använde vildäpplen och gömde dem, skurna på längden och torkade, som vinterförråd. Vildäpplena är användbara till äppelvin (cider). I England har 50 000 fat cider under ett år utvunnits av vilda äpplen på ett område av 150 km2.
Äppelträdets ved är bra till träsniderier. Det är hårt och segt, har en fin yta och blekbrun eller gulaktig färg.

## Roten
De flesta äppelträd har ympats till en rot av en annan sort, en så kallad grundstam. När man odlar äpplen är det viktigt vilken grundstam trädet har. Rotens egenskaper påverkar nämligen äppelträdets utseende och flera andra viktiga egenskaper.  Vid plantering i Norrland måste både grundstammen och sorten tåla låga temperaturer.
Ett vildväxande äppelträd på egen rot är ofta runt 10 meter högt. Förr ympades ofta på vildstam. Så sent som år 1937 ympades många träd på vildstam. Under första halvan av 1900-talet var grundstammen M4 den vanligast använda i Sverige och Danmark. För att få ett mindre träd kan man ympa det på en svagväxande grundstam, till exempel grundstam M9. Det färdigvuxna trädet blir då 3–4 meter högt.
Typen av grundstam påverkar även bland annat mängden frukt, härdighet, tid för invintrande. I plantbutiker säljs vanligen äppelträd som är ympade på A2 eller den lite nyare B9.
Svagväxande grundstammar ger träd med kortare livslängd. Ett träd ympat på A2 blir oftast 50–75 år gammalt.
När trädet ger frukt beror både på sorten och grundstammen. Svagväxande grundstammar ger frukt tidigare. Gravensteiner är en sort som ger frukt sent (efter 5–10 år), medan Fredrik är exempel på en sort som ger frukt tidigt (2–3 år).
Vid inympning av andra sorter uppe i kronan är det lämpligt att kombinera samma typer av äpplen, alltså helst ympa sommaräpplen på andra sommaräpplen och senare sorter på senare sorter. Till exempel sägs hållbarheten bli sämre för vinterfrukt som ympas in på sommarfruktträd. 

## Blomman

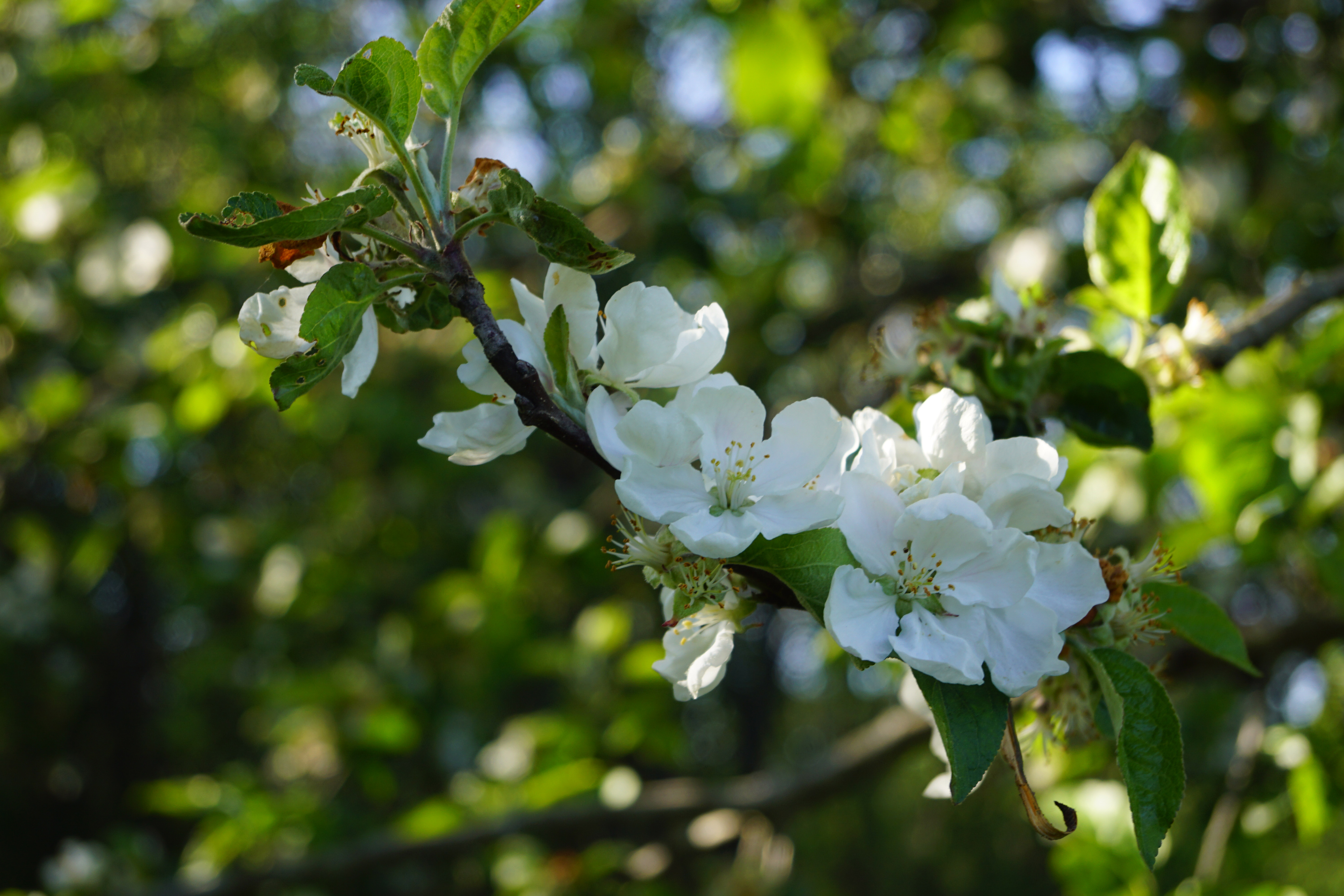
Blommor på ett äppelträd

Blomman har ca 20 ståndare och 1 pistill med 5 märken. Färgen på blomman är oftast vit och rosa. Äppelträdet är beroende av insekter för sin pollinering, och ger bra med nektar och pollen till bin och andra insekter.
De flesta äppelsorter behöver korspollinering, det vill säga pollinering av en annan äppelsort.

## Frukten
Äpplen är knytnävsstora och söta (sura förekommer ) skenfrukter som äts i hela världen. Äpplena har vanligtvis en grundfärg (gul, gulgrön eller grön) och en annan täckfärg (röd, brandgul eller gul). Täckfärgen upptar en del av ytan, på en del sorter finns täckfärgen bara på solsidan (den delen som har varit vänd åt söder). Rost (brunaktiga fläckar) förekommer på en del  sorter exempelvis Ribston. Skorv är en svampsjukdom, som också ger brunaktiga fläckar, förekommer ofta på obesprutade Cox Orange. Även enfärgade äpplen förekommer, exempelvis Granny Smith, som är grön och Golden Delicious som är gul. Små bruna eller gula skalpunkter syns tydligt på vissa äppelsorter. Äpplen kan ätas både råa och tillagade.